# ألبرت ماكان
ألبرت ماكان (بالإنجليزية: Albert McCann)‏ (1 نوفمبر 1941 في المملكة المتحدة - 9 يناير 2014 في المملكة المتحدة) هو لاعب كرة قدم بريطاني في مركز الوسط. لعب مع كوفنتري سيتي ونادي بورتسموث ونادي لوتون تاون.

## وصلات خارجية
- ألبرت ماكان على موقع قاعدة بيانات كرة القدم.إي يو (الإنجليزية)